# Flughafen Erebuni

i7
i11
i13
Der Flughafen Erebuni (armenisch Էրեբունի օդանավակայան, ICAO-Code: UDYE) ist ein ziviler und militärischer Flughafen in der armenischen Hauptstadt Jerewan.

## Nutzung
Derzeit wird der Flughafen überwiegend militärisch genutzt und ist eine Basis der russischen Luftstreitkräfte. Stationiert sind dort überwiegend Kampfflugzeuge des Typs MiG-29 und Kampfhubschrauber des Typs Mil Mi-24. 
Zivil wurde der Flughafen in der Vergangenheit von armenischen Fluggesellschaften wie Ararat International Airlines (Betrieb eingestellt 2013) für Charterflüge innerhalb Armeniens und in die GUS-Staaten genutzt. Auch die Fluggesellschaft Taron Avia, die 2019 den Betrieb einstellte, hatte ihre Basis auf dem Flughafen Erebuni. In der Gegenwart ist eine zivile Nutzung v. a. über Charterflüge mit Helikoptern möglich.

## Lage
Der Flughafen liegt rund sieben Kilometer südlich von Jerewan am Ende der Arshakuniats Avenue und nur wenige Kilometer südöstlich vom neuen Internationalen Flughafen Swartnoz der Stadt.

## Geschichte
Der Flughafen wurde 1938 von den Architekten L. Sh. Khristaforyan und R. G. Asratyan sowie den Konstruktionsingenieuren E. N. Tosunyan und I. G. Baghramyan als Flughafen für Jerewan erbaut. Mit der Eröffnung des Flughafens Jerewan im Jahr 1981 verlor Erebuni seine Bedeutung.
Seit 1995 dient der Flughafen als russischer Militärstützpunkt. Im November 2013 wurde der Flughafen für die russischen Luftstreitkräfte erweitert. Im Januar 2014 veröffentlichte der russische Militärdistrikt Süd die Meldung, dass im Laufe des Jahres mehrere Mi-24P und Mil Mi-8 verlegt würden, dies verzögerte sich jedoch bis Ende 2015.

## Zwischenfälle
Am 4. November 2008 verunglückte ein Mi-24-Hubschrauber der Armenischen Luftstreitkräfte bei einem Übungsflug. Ein Pilot kam dabei ums Leben.